# 외동휴게소
외동휴게소(外東休憩所,Oedong Service Area)는 경상북도 경주시 외동읍에 위치한 동해고속도로의 고속도로 휴게소이다. 양방향 모두 휴게소가 존재한다. 부산방향의 주소는 경상북도 경주시 외동읍 상석길 58-74, 울산 방향의 주소는 경상북도 경주시 외동읍 상석길 58-70이다.

## 시설

### 부산 방향
- 주차장
- 화장실
- 주유소 : EX-OIL
- 현금 자동 입출금기
- 브랜드 매장 : 할리스커피
- 전기차 충전소

### 울산 방향
- 주차장
- 화장실
- 주유소 : EX-OIL
- 현금 자동 입출금기
- 브랜드 매장 : CU
- 전기차 충전소

## 전후

### 부산 방면
- 척과구룡 나들목 →외동휴게소→ 남경주 나들목
- 장안휴게소 →외동휴게소→ 양북휴게소

### 포항 방면
- 척과구룡 나들목 ←외동휴게소← 남경주 나들목
- 장안휴게소 ←외동휴게소←양북휴게소